# Pierre Dourlens
 (janvier 2023).
Si vous disposez d'ouvrages ou d'articles de référence ou si vous connaissez des sites web de qualité traitant du thème abordé ici, merci de compléter l'article en donnant les références utiles à sa vérifiabilité et en les liant à la section « Notes et références ».
Pierre Dourlens est un acteur français.

## Biographie
Actif au théâtre et dans le doublage, il est la voix française régulière de Patrick Stewart (dont le rôle du Pr Charles Xavier dans la série de films X-Men), Raymond J. Barry et de John Glover ainsi qu'une des voix de F. Murray Abraham. Il est aussi la voix française d'Adrian Paul dans la série télévisée Highlander,,.
Il est également une voix très présente au sein de l'animation, prêtant notamment sa voix à Franklin Bean dans Fantastic Mr. Fox (2009), au professeur Callaghan dans Les Nouveaux Héros (2014), au commissaire Toshimi Konakawa dans Paprika (2006), ou encore, à Watari dans l'anime Death Note (2006-2007). Dans les œuvres DC Comics, il double notamment Slade / Deathstroke dans la série d'animation Teen Titans (2003-2006) et Alfred Pennyworth dans plusieurs œuvres d'animation, ainsi que dans le jeu Batman: Arkham Knight (2015).
Présent dans de nombreux jeux vidéo, il est la voix de l'empereur Uriel Septim VII dans The Elder Scrolls IV: Oblivion (2006), celle du Dr James, le père, dans Fallout 3 (2008), Leo Galante dans Mafia II (2010) ainsi que celle de Celebrimbor dans L'Ombre du Mordor (2014) et L'Ombre de la guerre (2017), entre autres.

## Théâtre
- 1971 : Le Roman de Flamenca de Guy Vassal mis en scène par Gilles Léger et Guy Vassal
- 1971 : Le Procès des Templiers de Guy Vassal mis en scène par Guy Vassal
- 1973 : La Mort de l'ange de et mise en scène par Patrick Guinand et Jean Remion
- 1974 : Gilles de Rais de Guy Vassal mis en scène par Gilles Leger et Guy Vassal
- 1974 : Refusez de croire de Dominique Serreau mis en scène par Dominique Serreau
- 1975 : L'histoire de Tobie et Sarah de Marie Noël mis en scène par Yann Philippe
- 1975 : Le Jugement de Don Juan de Marie Noël mis en scène par Yann Philippe
- 1976 : L'Alcade de Zalamea de Calderón mis en scène par Guy Vassal
- 1976 : Les Paladins du diable de Guy Vassal mis en scène par Benoist Brione
- 1977 : Jeu en croix de Guy Vassal mis en scène par Guy Vassal
- 1978 : Le Roman comique de Paul Scarron mis en scène par François Gamard et Guy Vassal
- 1978 : La Fête des fous de Guy Vassal mis en scène par Jean-Claude Sachot
- 1978 : La vie est un songe de Calderón mis en scène par Stuart Seide
- 1979 : La Double Inconstance de Marivaux mis en scène par Bernard Jourdain
- 1980 : Le Roi Esox de Guy Vassal mis en scène par Yves Bureau
- 1980 : Le Dragon de Evgueni Schwarz mis en scène par Jean-Claude Sachot
- 1980 : Volpone de Ben Jonson mis en scène par Jacques Alric
- 1981 : Ruzzante aide-toi de Ruzzante mis en scène par Bernard Jourdain
- 1982 : Don Quichotte de Yves Jamiaque mis en scène par Jean-Claude Sachot
- 1983 : Le Prince travesti de Marivaux mis en scène par Igor Tzychka
- 1984 : Faust de Goethe mis en scène par Jacques Alric
- 1984 : Dom Juan de Molière mis en scène par Jacques Alric
- 1984 : La Griffe du lion de Guy Vassal mis en scène par Jacques Zabor
- 1985 : La Charette des caymans de Ruzzante mis en scène par Roger Cornillac
- 1985 : L'homme qui rit de Victor Hugo mis en scène par Roger Cornillac
- 1986 : Roméo et Juliette de Shakespeare mis en scène par Jean Negroni
- 1987 : Bérénice de Jean Racine mis en scène par Jean-Pierre Andréani
- 1987 : Ruy Blas de Victor Hugo mis en scène par Jacques Zabor
- 1987 : Croisades contre les Albigeois de Guy Vassal mis en scène par Guy Vassal
- 1987 : L'Hôte de Albert Camus mis en scène par Anne Petit
- 1988 : Grand-peur et misère du IIIe Reich de Bertolt Brecht mis en scène par Fabien Boseggia
- 1990 : Hamlet de Shakespeare mis en scène par Jean-Claude Sachot
- 1991 : Le Misanthrope de Molière mis en scène par Jean-Pierre Andréani
- 1992 : La Trilogie de la villégiature de Carlo Goldoni mis en scène par Attilio Maggiuli
- 1996 : Le Roi et l'Archevêque de Guy Vassal mis en scène par Roger Cornillac
- 2000 : Becket ou l'Honneur de Dieu de Jean Anouilh mis en scène par Didier Long
- 2002 : C'était Bonaparte de Robert Hossein mis en scène par Robert Hossein
- 2003 : Antigone de Jean Anouilh mis en scène par Nicolas Briançon au Théâtre Marigny
- 2004 : Le Prince travesti de Marivaux mis en scène par Nicolas Briançon au Festival de Figeac
- 2005 : Richard III de William Shakespeare mis en scène par Didier Long
- 2009 : L'Affaire Dominici de Marc Fayet mis en scène par Robert Hossein
- 2010 : L'affaire Seznec, un procès impitoyable de Robert Hossein mis en scène par Robert Hossein
- 2010 : Les Caprices de Marianne de Alfred de Musset mis en scène par Robert Hossein
- 2014 : Roméo et Juliette de William Shakespeare mis en scène par Nicolas Briançon

## Filmographie
- 2006 : Petits Secrets et gros mensonges : Le financier
- 2006 : Célibataire : M. Sevez
- 2014 : Mongeville : épisode 3, "Le dossier Phébus" : Le Capitaine Bordas
- 2016 : Le jour où tout a basculé :épisode ma mère a laissé mourir mon père (Armand)
- 2014 :Section de recherches: réalisé par Gérard Marx. Épisode 06 Saison 09 Prise au piège.Rôle de Eddy Verneuil.

## Doublage
Les dates avant 1989 (en italique) correspondent aux sorties initiales des films dont Pierre Dourlens a assuré le redoublage.

### Cinéma

#### Films
- Patrick Stewart dans :
  - Complots (1997) : Dr Jonas
  - X-Men (2000) : Pr Charles Xavier
  - X-Men 2 (2003) : Pr Charles Xavier
  - X-Men : L'Affrontement final (2006) : Pr Charles Xavier
  - X-Men Origins: Wolverine (2009) : Pr Charles Xavier
  - Wolverine : Le Combat de l'immortel (2013) : Pr Charles Xavier
  - X-Men: Days of Future Past (2014) : Pr Charles Xavier
  - Green Room (2016) : Darcy
  - Logan (2017) : Pr Charles Xavier
  - Alex, le destin d'un roi (2019) : Merlin âgé
  - Charlie's Angels (2019) : John Bosley
  - Doctor Strange in the Multiverse of Madness (2022) : Pr Charles Xavier
- Adrian Paul dans :
  - Highlander Endgame (2001) : Duncan MacLeod
  - The Breed (2001) : Aaron Gray
  - Highlander : Le Gardien de l'immortalité (2007) : Duncan MacLeod
  - Eyeborgs (2010) : R.J. "Gunner" Reynolds
  - L'Héritage de Katie (2013) : Dylan Bennett
  - Yétis : Terreur en montagne (2013) : Mark Foster
- Raymond J. Barry dans :
  - Mad City (1997) : l'agent Dobbins
  - American Nightmare 3 : Élections (2016) : Un membre des Pères Fondateurs
- Richard Jenkins dans :
  - Divine mais dangereuse (2001) : le père Jimmy
  - Treize à la douzaine (2003) : Shake
- Craig T. Nelson dans :
  - Esprit de famille (2005): Kelly Stone
  - La Proposition (2009) : Joe Paxton
- Alan Arkin dans :
  - Marley et moi (2008) : Ernie Klein
  - Les Vies privées de Pippa Lee (2009) : Herb Lee
- Frank Langella dans :
  - Frost/Nixon (2008) : Richard Nixon
  - Sans identité (2011) : Pr Rodney Cole
- Ted Levine dans :
  - Birth (2004) : M. Conte
  - Big Game (2014[4]) : le général Underwood
- J. K. Simmons dans :
  - Bad Times (Harsh Times) (2005) : Agent Richards
  - Détention secrète (2007) : Lee Mayers

- 1971 : Charlie et la Chocolaterie : l'opérateur (Tim Brooke-Taylor)
- 1974[5] : Le Parrain 2 : Johnny Ola (Dominic Chianese)
- 1981[6] : Das Boot : Johann, le chef mécanicien (Erwin Leder)
- 1984[7] : Amadeus : Antonio Salieri (F. Murray Abraham)
- 1987 : Light of Day : Smittie (Thomas G. Waites)
- 1989 : Henry V : le Duc d'Orléans (Richard Clifford)
- 1995 : Ça tourne à Manhattan : Tito (Peter Dinklage)
- 1995 : Midnight Man : le lieutenant Chaliapin (Brooks Gardner)
- 1996 : Heat : le docteur de l'hôpital d'enfants (Brad Baldridge)
- 1996 : Une folle équipée : Détective Erdman (Kim Coates)
- 1996 : Barb Wire : Foster (Tony Bill)
- 1997 : L.A. Confidential : Brett Chase (Matt McCoy (en))
- 1997 : Titanic : Bruce Ismay (Jonathan Hyde)
- 1997 : Sans foi ni loi : Bear (John Savage)
- 1998 : The Faculty : Frank Connor (Christopher McDonald)
- 1998 : Sexcrimes : Art Maddox (Dennis Neal)
- 1998 : Ronin : Seamus O'Rourke (Jonathan Pryce)
- 1998 : Armageddon : le psychologue (Udo Kier)
- 1998 : Il faut sauver le soldat Ryan : Colonel Bryce (Bryan Cranston)
- 1998 : L'Arme fatale 4 : Rabin Gelb (Richard Libertini)
- 1999 : Aussi profond que l'océan : Pat Cappadora (Treat Williams)
- 1999 : Stuart Little : Vendeur de jouets (Taylor Negron)
- 1999 : Oxygen : Jackson Lantham (Dylan Baker)
- 1999 : En direct sur Edtv : Animateur de View Point (Harry Shearer)
- 1999 : Trader : Simon Jones (Pip Torrens)
- 1999 : Titus : Lucius (Angus Macfadyen)
- 2000 : Treize jours : Amiral George Anderson (Madison Mason)
- 2000 : 60 secondes chrono : Roger, le concessionnaire (Stephen Shellen)
- 2000 : Gladiator : Quintus (Tomas Arana)
- 2000 : Bangkok, aller simple : Doug Davis (Tom Amandes)
- 2000 : Seul au monde : Capitaine de Londres (Joe Ranft)
- 2000 : Un été sur Terre : Mr. Lackett (Jack Walsh)
- 2001 : From Hell : Sir Charles Warren (Ian Richardson)
- 2001 : Ocean's Eleven : Frank Walsh (Michael Delano)
- 2001 : Explosion imminente : Det. Ray Nettles (Tom Sizemore)
- 2002 : Windtalkers : Major Mellitz (Jason Isaacs)
- 2002 : Star Wars, épisode II : L'Attaque des clones : San Hill (Chris Truswell)
- 2002 : Signes : Voix du Reporter de Mexico (Paul L. Nolan)
- 2002 : American Party : Pr. McDoogle (Paul Gleason)
- 2003 : Freddy contre Jason : Dr Campbell (Tom Butler)
- 2004 : Alamo : Mosley Baker (Tom Everett)
- 2004 : Le Roi Arthur : L'Evêque Germanius (Ivano Marescotti)
- 2004 : The Last Shot : Abe White (James Rebhorn)
- 2004 : The Punisher : Frank Castle Sr. (Roy Scheider)
- 2005 : Les Berkman se séparent : Bernard Berkman (Jeff Daniels)
- 2005 : Black/White : Fred (Phil Reeves)
- 2005 : The Machinist : Furman (Robert Long)
- 2005 : La Légende de l'étalon noir : Rhamon (Gerard Rudolf)
- 2006 : Dance with Me : Joe Temple (John Ortiz)
- 2006 : V pour Vendetta : Major Wilson (Malcolm Sinclair (en))
- 2006 : Le Diable s'habille en Prada : David Marshall Grant (Richard Sachs)
- 2006 : Saw III : Halden (Barry Flatman)
- 2007 : Hot Fuzz : James Reaper (Kenneth Cranham)
- 2007 : Le Royaume : Gideon Young, procureur général des États-Unis (Danny Huston)
- 2007 : Zodiac : Charles Thieriot (John Terry)
- 2007 : Quand Chuck rencontre Larry : Conseiller à la banque (Richard Chamberlain)
- 2007 : À la croisée des mondes : La Boussole d'or : Le Haut Conseiller (Christopher Lee)
- 2008 : W. : L'Improbable Président : R. Cheney (Richard Dreyfuss)
- 2009 : L'Enquête : le tueur à gages de l'IBBC (Brian F. O'Byrne)
- 2009 : Millenium : Morell (Björn Granath)
- 2009 : Watchmen : Les Gardiens : Ted Koppel, présentateur de l’émission Face à Face avec le Docteur Manhattan (Ron Fassler)
- 2009 : Middle Men : ? ( ? )
- 2010 : Les Trois Prochains Jours : Meyer Fisk (Daniel Stern)
- 2011 : Millénium : Les Hommes qui n'aimaient pas les femmes : Henrik Vanger (Christopher Plummer)
- 2011 : 30 minutes maximum : Le Major, papa de Dwayne (Fred Ward)
- 2011 : Amour, Mariage et Petits Tracas : Bradley (James Brolin)
- 2011 : Transformers 3 : La Face cachée de la Lune : Bill O'Reilly (Lui-même)
- 2013 : Jobs : Ed Woolard (Robert Pine)
- 2013 : 47 Ronin : Lord Tengu (Togo Igawa)
- 2014 : Exodus: Gods and Kings : Scribe (Oskan Ariz)
- 2014 : L'Amour à vol d'oiseau : Jos Pauwels (Jan Decleir)
- 2015 : Welcome Back : Carson Welch (Bill Murray)

#### Films d'animation
- 1984 : Nausicaä de la vallée du vent : Gikuri  (second doublage de 2006)
- 1994[8] : Pompoko :  le présentateur qui interview le Directeur de la société de construction
- 2000 : Joseph : Le Roi des Rêves : Potiphar
- 2001 : Shrek : le garde huissier
- 2002 : L'Âge de glace : Oscar
- 2003 : Bionicle : Le Masque de Lumière de Terry Shakespeare et David Molina : Le Toa Kopaka Nuva
- 2004 : Steamboy : Dr. Edward Steam
- 2005 : L'Étoile de Laura : la lune
- 2006 : Les Contes de Terremer : le roi d'Enlad
- 2006 : Paprika : Toshimi Konakawa
- 2007 : Hellboy : Le Sabre des tempêtes : Hellboy
- 2007 : Hellboy : De sang et de fer : Hellboy
- 2009 : Fantastic Mr. Fox : Franklin Bean
- 2012 : Les Pirates ! Bons à rien, mauvais en tout : voix additionnelles
- 2014 : Les Nouveaux Héros : Professeur Callaghan
- 2014 : Rio 2 : Edouardo
- 2014 : Batman : Assaut sur Arkham : Alfred Pennyworth
- 2014 : Le Fils de Batman : Alfred Pennyworth
- 2015 : Batman vs. Robin : Alfred Pennyworth
- 2015 : Batman Unlimited : L'Instinct animal : Alfred Pennyworth
- 2015 : Batman Unlimited : Monstrueuse pagaille : Alfred Pennyworth
- 2018 : Teen Titans Go ! Le film : Slade

### Télévision

#### Séries télévisées
- Raymond J. Barry dans :
  - Cold Case : Affaires classées (2008-2010) : Paul Cooper
  - Lost : Les Disparus (2009) : Ray Shephard
  - Justified (2010-2015) : Arlo Givens
  - New York, unité spéciale (2010) : Mr. Hankett
  - Les Experts (2011) : Arvin Thorpe
  - New Girl (2012) : Nick du futur
  - Grey's Anatomy (2013) : Gene Steers
  - Les 100 (2014-2015) : le Président Wallace
  - The Gifted (2017) : Otto Strucker
- John Glover dans :
  - Le Damné (1998-1999) : le Diable / l'Ange
  - Smallville (2001-2011) : Lionel Luthor
  - New York, section criminelle (2006-2008) : Dr Declan Gage
  - Numbers (2006) : Simon Kraft
  - Heroes (2009) : Samson Grey, Le père de Sylar
  - Medium (2011) : Carson Churchill
  - The Good Wife (2011-2015) : Jared Andrews
  - Perception (2014) : Le Diable
- F. Murray Abraham dans :
  - Requins : L'Armée des profondeurs (2008) : Professeur Bill Girdler
  - The Good Wife (2011-2014) : Burl Preston
  - Blue Bloods (2012) : Leon Goodwin
  - Homeland (2012-2017) : Dar Adal (1er voix, sauf saison 7, épisode 11)
  - Elementary (2013) : Daniel Gottlieb
  - Chimerica (2019) : Frank Sams
- Nestor Serrano dans :
  - 24 heures chrono (2005): Navi Araz
  - 90210 Beverly Hills : Nouvelle Génération (2010-2011) : Victor Luna
  - Blue Bloods (2011-2013) : le capitaine Elwood
  - The Last Ship (2016-2017) : Alex River
  - APB : Alerte d'urgence (2017) : Michael Salgado
- Adrian Paul dans :
  - Highlander (1992-1998) : Duncan MacLeod
  - Sydney Fox, l'aventurière (2001) : Lucas Blackmer
  - Charmed (2003) : Jeric
- Alan Alda dans :
  - Urgences (1999) : Dr Gabriel Lawrence
  - À la Maison-Blanche (2004-2006) : Arnold Vinich
  - 30 Rock (2009-2010) : Milton Green
- Richard Chamberlain dans :
  - Chuck (2010) : le belge voulant l'intersecret de Chuck
  - The Brink (2010-2012) : Archie Leech
  - Brothers and Sisters (2011) : John Byrolt
- James Brolin dans :
  - Pensacola (1997-2000) : Bill 'Raider' Kelly
  - Monk (2005): Daniel Thorn
- Jonathan Hyde dans :
  - Dinotopia (2002) : Maire Waldo
  - The Strain (2014-2017) : Eldritch Palmer
- Mitch Pileggi dans :
  - Day Break (2006-2007): Détective Spivak
  - Brothers and Sisters (2008) : Browne Carter
- Geoff Pierson dans :
  - Boardwalk Empire (2010-2012) : Sénateur Walter Edge
  - Leverage (2015) : Pierce Gray
- Patrick Stewart dans :
  - Blunt Talk (2015-2016) : Walter Blunt
  - Star Trek: Picard (2020-2023) : Jean-Luc Picard
- Amour, Gloire et Beauté (2006-2021) : Eric Forrester (John McCook) (2e voix jusqu'à ep 8393 )
- Des jours et des vies (1993-1994) : Roman Brady (Josh Taylor)
- Star Trek : Deep Space Nine (1993-1999) : Benjamin Sisko (Avery Brooks)
- John Doe (2003) : Lucas Doya (J. K. Simmons)
- Stargate SG-1 (2003) : Kendrick (Peter Lacroix)
- Sur écoute (2003-2008) : Howard « Bunny » Colvin (Robert Wisdom)
- Desperate Housewives (2004-2005) : Nick Delfino (Robert Forster)
- Stargate SG-1 (2004) : Soren (James Kidnie)
- Dr House (2005) : Le directeur du penitencier (Marshall Bell)
- Rome (2005) : Pompée le Grand (Kenneth Cranham)
- Alias (2005-2007) : Dr Gonzalo Burris (Michael Massee)
- Desperate Housewives (2005-2007) : Dr Lee Craig (Terry Bozeman)
- Jericho (2007) : L'adjoint Perkins (Ned Bellamy)
- Damages (2007) : Martin Cutler (Robin Thomas)
- Le Prisonnier (2009) : Numéro 2 (Ian McKellen)
- Spartacus : Le Sang des gladiateurs (2010) : Magistrat Calavius (John Bach)
- Falling Skies (2012-2013) : Général Bressler (Matt Frewer)
- Vikings (2013) : le jarl Haraldson (Gabriel Byrne)

#### Séries d'animation
- Rusty le robot : lieutenant Dwayne Johnson
- 1998 : Batman, les nouvelles aventures : le Juge
- 2000 : Les Aventures de Buzz l'Éclair :  NOS-4-A2
- 2000-2006 : Kong : Ramon De La Porta
- 2001 : Xcalibur : Bragan
- 2001 : La Légende de Tarzan : Nikolas Rokoff
- 2003-2006 : Teen Titans : Slade / Slade / Deathstroke
- 2006-2007 : Death Note : Watari
- 2008-2012 : Star Wars: The Clone Wars : Plo Koon (1re voix)  et le Comte Dooku (2e voix, saisons 3 et 4)
- 2013 : American Dad! : Patrick Stewart (saison 8, épisode 10)
- 2013-2014 : Prenez garde à Batman ! : Alfred Pennyworth / Batordinateur

### Jeux vidéo
- ?-2017 : World Of Warcraft : Elfe de la nuit mâle et Illidan Hurlorage (remplacé par Vincent Violette à partir du patch 7.3)
- 1998 : StarCraft: Brood War : Jim raynor
- 1999 : Shadow Man : Legion
- 2000 : Fear Effect : Mr. Lam
- 2002 : Warcraft III : Malfurion Shando Stormrage
- 2002 : Arx Fatalis : le roi Lunshire
- 2004 : Kingdom Under Fire: The Crusaders : Regnier, Duane, voix additionnelles
- 2005: Bons baisers de Russie : M
- 2005 : Rainbow Six: Lockdown : John Clark
- 2006 : The Elder Scrolls IV: Oblivion : Uriel Septim[9]
- 2007 : Crysis : Prophet
- 2007 : Uncharted: Drake's Fortune : Gabriel Roman
- 2008 : Crysis Warhead : Prophet
- 2008 : Fallout 3 : Dr James[10]
- 2008 : Mortal Kombat vs. DC Universe : Lex Luthor et Baraka
- 2008 : Sacred 2: Fallen Angel : le gardien du temple
- 2009 : League of Legends : Zilean et Nasus
- 2009 : Star Wars: The Clone Wars - Les Héros de la République : Plo Koon
- 2009 : Red Faction: Guerrilla : Hugo Davies
- 2009 : Assassin's Creed II : Jacopo De Pazzi
- 2010 : Alan Wake (+ DLC Le signal et L'écrivain) : le Dr Hartman
- 2010 : Dante's Inferno : Virgile
- 2010 : God of War III : Cronos
- 2010 : Mafia II : Léo Galante, le policier qui arrête Vitto
- 2010 : Starcraft 2 : Zeratul
- 2011 : Deus Ex: Human Revolution : Hugh Darrow
- 2011 : The Next BIG Thing : William A. Fitzrandolph
- 2013 : Battlefield 4 : Capitaine Roland Garrison
- 2013 : Disney Infinity : Plo Koon
- 2014 : La Terre du Milieu : L'Ombre du Mordor : Celebrimbor
- 2015 : Batman: Arkham Knight : Alfred Pennyworth
- 2015 : Heroes of the Storm : Illidan Hurlorage et Zeratul
- 2015 : Assassin's Creed Syndicate : William Gladstone et voix additionnelles
- 2015 : Final Fantasy XIV : Iliud, le Comte Edmont de Fortemps
- 2015 : Anno 2205 : Virgil Drake
- 2016 : Uncharted 4: A Thief's End : Gabriel Roman (multijoueur)
- 2016 : Mirror's Edge Catalyst : Birdman
- 2017 : La Terre du Milieu : L'Ombre de la guerre : Celebrimbor
- 2017 : StarCraft: Remastered : Zeratul